# Atlant

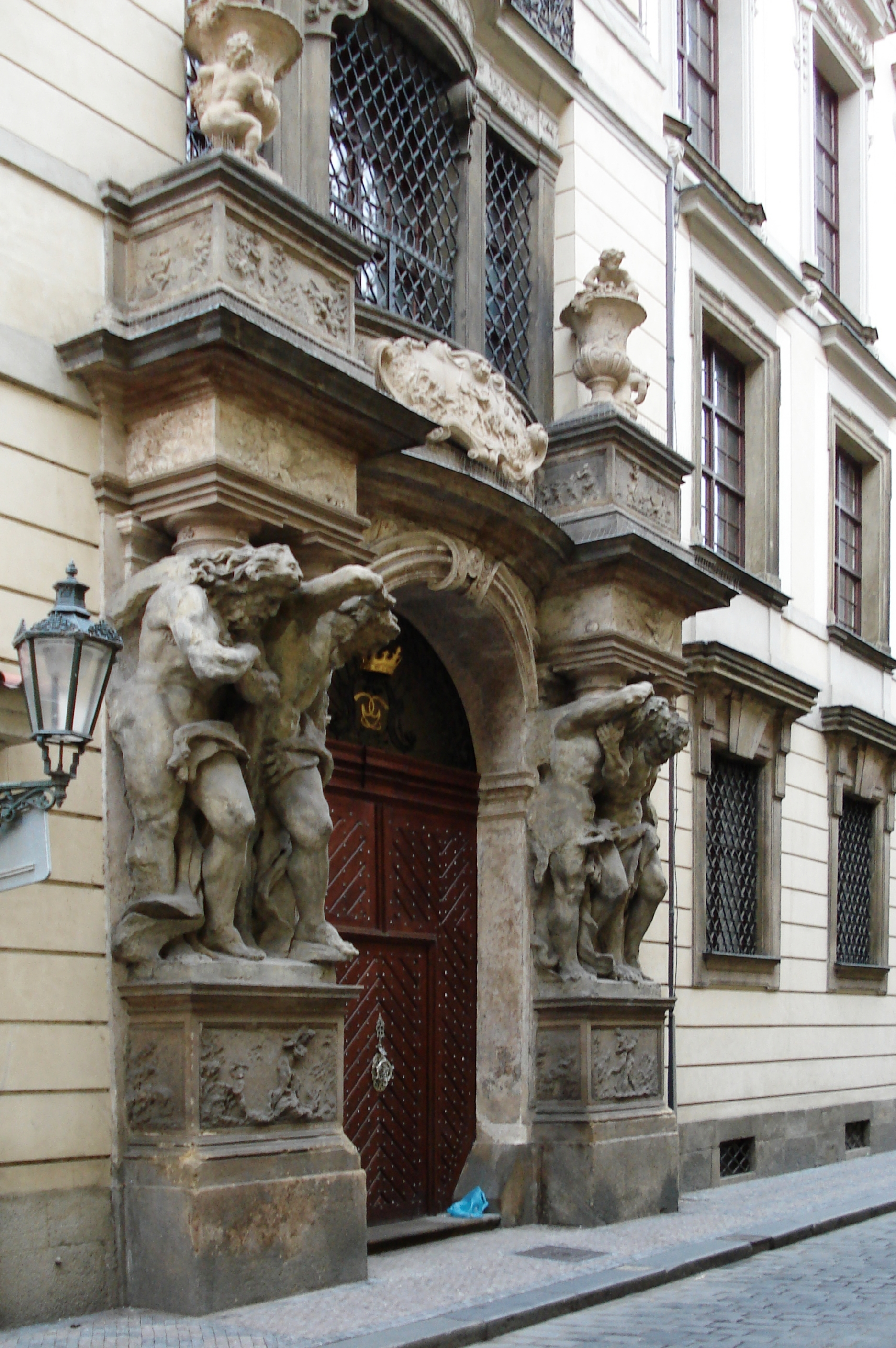
Čtveřice barokních Atlantů od M. B. Brauna se uplatňuje na dvojici portálů pražského Clam-Gallasova paláce

Atlant je sochařsky pojatý architektonický prvek v podobě svalnatých mužských postav, používaný ve funkci běžně příslušející sloupu či pilastru v klasické řádové architektuře. V latině je tento prvek nazýván také jako telamon podle hrdiny Telamóna.

## Použití
Tento prvek byl užíván v antické, renesanční, barokní a neoslohové architektuře, přičemž nejčastější je jeho užití v baroku a z něj odvozeném novobaroku. Představuje mytologickou postavu obra Atláse, který byl nucen svými pažemi držet nebeskou klenbu. Mohutné a velmi svalnaté postavy atlantů bývají často používány jako nosné prvky na portálech, schodištích, balkonech atp, ve funkci sloupů či pilastrů. Někdy se atlant v architektuře objevuje též jako samostatná postava ukončující střechu věže, zámeckého pavilonu či brány. V takovém případě vždy nese na ramenou sféru. V souladu s mytologickým předobrazem atlant vyjadřuje velikou tíhu neseného břemena, přemáhání, utrpení a bolest.
Ženským protipólem atlanta je karyatida. Pokud je antropomorfizovaná pouze horní část nosného prvku, pak prvek nazýváme slovem Herma.

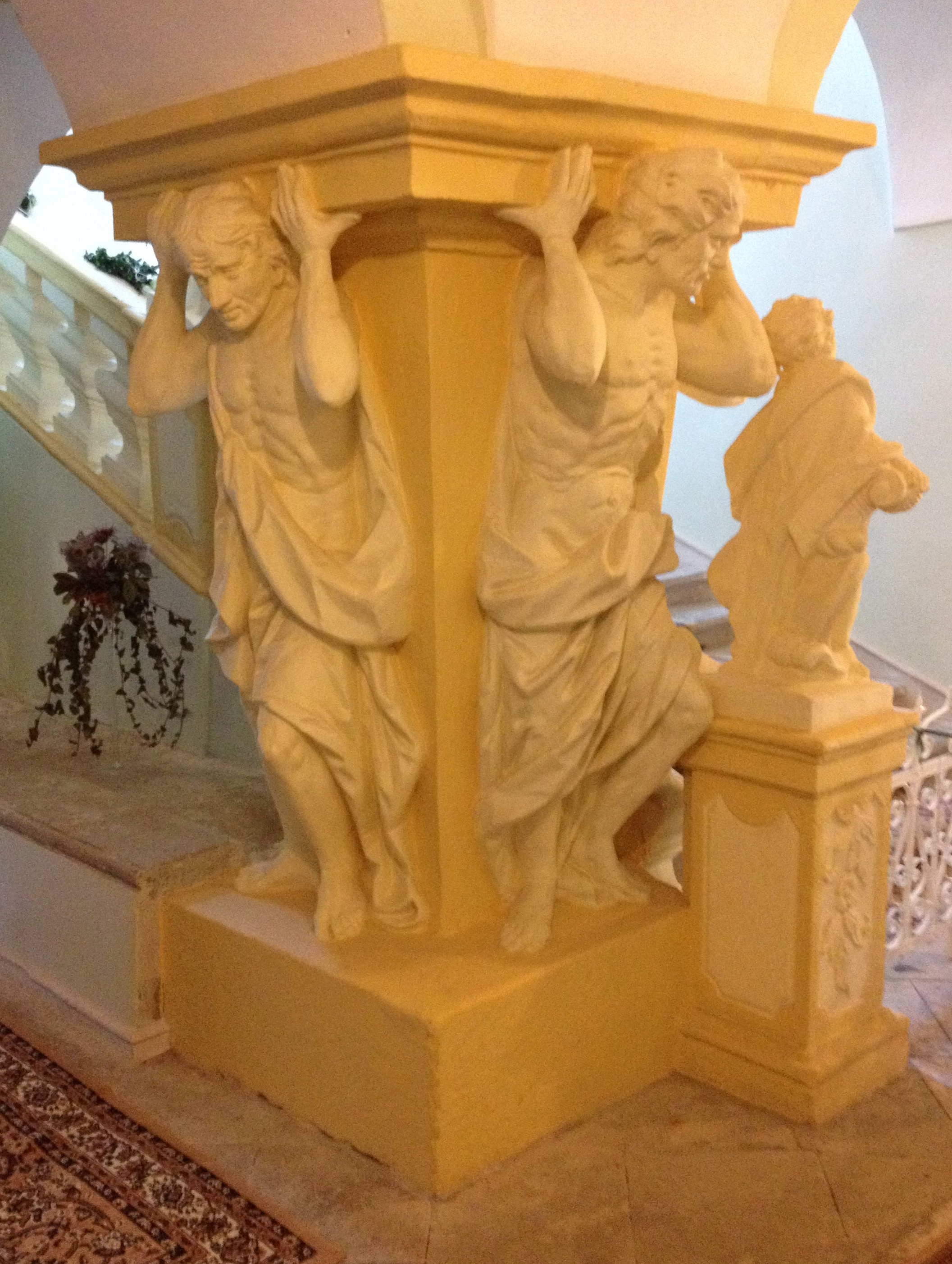
Atlanti v interiéru rokokového zámku Nové Hrady

## Příklady
Významnými příklady atlantů jsou Michelangelovy nedokončené sochy tzv. otroků určených pro náhrobek papeže Julia II., postavy atlantů Matyáše Bernarda Brauna na portálu Clam-Gallasova paláce v Praze, kde jsou uplatněny dokonce ve dvojicích, černošští atlanti od Ferdinanda Maxmiliána Brokoffa nesoucí balkon Morzinského paláce v Praze, Braunova socha atlanta na bráně Vrtbovské zahrady v Praze nebo obdobná socha na Zwingeru v Drážďanech od Balthasara Permosera. Zajímavá je i socha atlanta na vrcholu hvězdářské věže pražského Klementina, vytvořená z olověného plechu.